# Henryk Tyszkiewicz
Henryk Tyszkiewicz (ur. 26 marca 1944 w Osinach k. Kępna, zm. 29 stycznia 2012) – regionalista, samorządowiec i działacz „Solidarności”.

## Życiorys
W 1963 roku ukończył Technikum Kolejowe w Ostrowie Wielkopolskim. Przez ponad trzydzieści lat był zatrudniony na stanowisku kasjera biletowego i towarowego na stacji PKP Kępno Zachodnie. W latach 1988–1991 sekretarz Zarządu PTTK Kępno, organizator wycieczek pieszych i rowerowych po Ziemi Kępińskiej.
Radny II kadencji Rady Miejskiej w Kępnie w latach 1994–1998, w latach 1998–2006 radny Rady Powiatu Kępińskiego, od 2002 do 2006 roku jej wiceprzewodniczącym.
Aktywnie przyczynił się do oznakowania miejsc pamięci na Ziemi Kępińskiej poprzez inicjatywę budowy pomników, krzyży oraz tablic. Organizator wycieczek autokarowych oraz rajdów rowerowych po ziemi kępińskiej i regionie.
W latach 70 i 80 sprowadzał do Kępna z Wrocławia, Lublina, Warszawy literaturę drugiego obiegu. Do Kępna dotarło 63 tytułów pism podziemnych m.in. „Tygodnik Mazowsze”, kwartalniki „Lubelskie Spotkania” i „Zapis”. Do Kępna dotarło też 119 pozycji książkowych m.in. autorstwa Jana Nowaka Jeziorańskiego „Kurier z Warszawy”, księdza Józefa Tischnera „Polski Kształt Dialogu” i publikacje związane z Katyniem gen. Władysława Andersa „Bez ostatniego rozdziału”.
Od września 1980 roku działał w NSZZ „Solidarność”. Był członkiem Międzyokręgowej Komisji Porozumiewawczej Kolejarzy we Wrocławiu „Semafor”. Po wprowadzeniu stanu wojennego stał się współpracownikiem nieformalnej tajnej struktury „Solidarności” w swoim zakładzie pracy oraz ,,Solidarności Walczącej” w Kępnie. Kolportował pisma i książki podziemne. Od lutego 1989 roku pełnił funkcję sekretarza Tymczasowej Komisji Zakładowej „Solidarności” Węzła PKP Kępno. W latach 1989–1990 był sekretarzem kępińskiej „Solidarności”. Informacje o jego działalności znalazły się w „Encyklopedii Solidarności” wydanej w 30. rocznicę powstania wolnych związków zawodowych w Polsce.
Jako aktywny działacz „Solidarności” wygłaszał prelekcje i odczyty dla młodzieży oraz innych grup społecznych o trudnej prawdzie lat powojennych. Współpracował z redaktorem Naczelnym miesięcznika „Więź” Tadeuszem Mazowieckim.
Pochowany 2 lutego 2012 r. na Cmentarzu Parafialnym w KępnieSektor K/ Rząd 11/ Numer 9.

## Publikacje
Opracował i opublikował wiele materiałów związanych z prawdziwą historią okresu wojennego i powojennego, dotyczącego nieznanych, przez wiele lat ukrywanych faktów. Wieloletni działacz Towarzystwa Miłośników Ziemi Kępińskiej, jako wiceprezes, a od 2007r jako prezes. Jest autorem opracowań historii poszczególnych miejscowości powiatu kępińskiego, a także między innymi tekstów: „Geografia Ziemi Kępińskiej”, „Sanktuaria Ziemi Kępińskiej”, „Dzieje powiatu kępińskiego”, „Życie i twórczość Pauli Wężyk”.
Autor referatu „Zarys sytuacji politycznej w Kępnie w latach 1945–1956” przedstawionego na sesji naukowej IPN 29 listopada 2006 roku oraz opublikowanego w wydawnictwie IPN „Kępno i Ziemia Kępińska w latach 1945–1956”. Prowadził własną stronę internetową na tematy historii Ziemi Kępińskiej www.henryk.tyszkiewicz.prv.pl
Współautor monografii ''Kępno w l. 1945-1956'' (2008) i Zeszytów Powiatowych:
- Drewniane kościoły powiatu kępińskiego / oprac. Henryk Tyszkiewicz, Kępno: Starostwo Powiatowe w Kępnie, 2007.s. 35  (Zeszyty Powiatowe; nr 3) ISBN: 978-83-920876-2-5 [6][7]
- Pałacyki i dworki powiatu kępińskiego / oprac. Henryk Tyszkiewicz, Kępno 2008, (Zeszyty Powiatowe; nr 4) ISBN:978-83-920876-4-9 [8][9]
- oraz wspóautor
- Katolicka nekropolia w Kępnie, Feliks Gruszka,Henryk Tyszkiewicz, Wydaw. Tygodnika Kępińskiego (1994) ISBN: 83-902361-1-7[10]

## Odznaczenia
- Wyróżniony odznaką honorową Za Zasługi dla Województwa Wielkopolskiego (2005)[5]
- W 2005 roku otrzymał tytuł „Przyjaciel Kępna”[2]

## Upamiętnienie
- W ramach upamiętnienia jego działalności jako organizatora wycieczek rowerowych, w Kępnie wytyczono czerwony szlak rowerowy nazwany jego imieniem. Szlak ten prowadzi przez miejsca o znaczeniu historycznym i kulturowym dla regionu, promując zarówno aktywność fizyczną, jak i edukację historyczną[11].
- Na cmentarzu parafialnym w Kępnie znajduje się grób Henryka Tyszkiewicza, który jest miejscem pamięci i odwiedzin lokalnych władz oraz mieszkańców. 4 czerwca 2021 roku, w rocznicę pierwszych częściowo wolnych wyborów, przedstawiciele władz powiatu złożyli kwiaty na jego grobie, oddając hołd jego zaangażowaniu w walkę o wolność i solidarność[12].
- W Przeglądzie Wielkopolskim poświęcono mu w 2015 tekst pamiątkowy[13]